# Green Bay Packers 1988
La stagione 1988 dei Green Bay Packers è stata la 68ª della franchigia nella National Football League. Sotto la direzione del capo-allenatore al primo anno Lindy Infante, la squadra terminò con un record di 4-12, chiudendo quinta nella Central Division.

## Roster
| Roster dei Green Bay Packers nel 1988 |
| --- |
| Quarterback - 10 Blair Kiel - 7 Don Majkowski - 16 Randy Wright Running Back - 30 Paul Ott Carruth - 25 Patrick Collins - 36 Kenneth Davis - 21 Brent Fullwood KR - 34 Larry Mason - 45 Lavale Thomas - 33 Keith Woodside KR Wide Receiver - 82 Scott Bolton - 81 Perry Kemp - 88 Aubrey Matthews - 83 Patrick Scott KR - 84 Sterling Sharpe PR Tight End - 80 Clint Didier - 86 Ed West Offensive Linemen - 58 Mark Cannon C - 60 Dave Croston T - 74 Darryl Haley T - 65 Ron Hallstrom G - 62 Kani Kauahi LS/C - 57 Rich Moran G - 75 Ken Ruettgers T - 70 Keith Uecker T Defensive Linemen - 93 Robert Brown DE - 76 Alphonso Carreker DE - 79 Bob Nelson NT - 96 Shawn Patterson DE - 68 Blaise Winter NT Linebacker - 59 John Anderson OLB - 53 John Corker OLB - 56 Burnell Dent ILB - 99 John Dorsey ILB - 97 Tim Harris OLB - 50 Johnny Holland ILB - 91 Brian Noble ILB - 51 Ron Simpkins ILB - 54 Scott Stephen OLB - 52 Mike Weddington OLB Defensive Back - 32 Dave Brown CB - 26 Chuck Cecil FS - 23 Tiger Greene SS - 38 Norman Jefferson CB/PR - 22 Mark Lee CB - 44 Chris Mandeville FS - 37 Mark Murphy SS - 28 Ron Pitts CB/PR - 46 Gary Richard CB - 29 Ken Stills FS Special Team - 17 Don Bracken P - 5 Curtis Burrow K Lista delle riserve - 61 Jerry Boyarsky NT (IR) - 20 Kelly Cook RB (IR) - -- Dewey Dorough WR (IR) - 85 Phil Epps WR (IR) - 89 Joey Hackett TE (IR) - 98 Brent Moore DE (IR) - -- Keith Paskett WR (IR) - 77 Tommy Robison G (IR) - 87 Walter Stanley WR/PR (IR) - 73 Alan Veingrad T (IR) |
| Legenda - I rookie sono in corsivo. - Il primo ruolo è il principale mentre gli eventuali successivi indicano i ruoli secondari. - (IR) sta per Injured Reserve ed indica la lista ristretta per un solo giocatore infortunato che può tornare ad allenarsi dopo la settimana 6 e a rientrare in prima squadra dopo che questa ha giocato 8 partite. - (NF-Inj.) / (NF-Ill.) stanno rispettivamente per Non-Football Injured e Non-Football Illness ed indicano le liste dove viene inserito un giocatore che ha un infortunio o una malattia non dipendente dal football americano. - (PUP) sta per Physically Unable to Perform ed indica la lista dove viene inserito un giocatore mentre è in attesa di recuperare la condizione fisica. Nella stagione regolare dopo la sesta partita giocata dalla propria squadra, il giocatore ha tempo tre settimane per riprendere ad allenarsi, più tre settimane aggiuntive dal suo rientro agli allenamenti per rientrare in prima squadra. |

## Calendario
| Stagione regolare |              |                         |           |        |                               |          |
| Turno             | Data         | Avversario              | Risultato | Record | Stadio                        | Pubblico |
| 1                 | 4 settembre  | Los Angeles Rams        | S 7–34    | 0–1    | Lambeau Field                 | 53,769   |
| 2                 | 11 settembre | Tampa Bay Buccaneers    | S 10–13   | 0–2    | Lambeau Field                 | 52,584   |
| 3                 | 18 settembre | at Miami Dolphins       | S 17–24   | 0–3    | Joe Robbie Stadium            | 54,409   |
| 4                 | 25 settembre | Chicago Bears           | S 6–24    | 0–4    | Lambeau Field                 | 56,492   |
| 5                 | 2 ottobre    | at Tampa Bay Buccaneers | S 24–27   | 0–5    | Tampa Stadium                 | 40,003   |
| 6                 | 9 ottobre    | New England Patriots    | V 45–3    | 1–5    | Milwaukee County Stadium      | 51,932   |
| 7                 | 16 ottobre   | at Minnesota Vikings    | V 34–14   | 2–5    | Hubert H. Humphrey Metrodome  | 59,053   |
| 8                 | 23 ottobre   | Washington Redskins     | S 17–20   | 2–6    | Milwaukee County Stadium      | 51,767   |
| 9                 | 30 ottobre   | at Buffalo Bills        | S 0–28    | 2–7    | Rich Stadium                  | 79,176   |
| 10                | 6 novembre   | at Atlanta Falcons      | S 0–20    | 2–8    | Atlanta–Fulton County Stadium | 29,952   |
| 11                | 13 novembre  | Indianapolis Colts      | S 13–20   | 2–9    | Lambeau Field                 | 53,492   |
| 12                | 20 novembre  | Detroit Lions           | S 9–19    | 2–10   | Milwaukee County Stadium      | 44,327   |
| 13                | 27 novembre  | at Chicago Bears        | S 0–16    | 2–11   | Soldier Field                 | 62,026   |
| 14                | 4 dicembre   | at Detroit Lions        | S 14–30   | 2–12   | Pontiac Silverdome            | 28,124   |
| 15                | 11 dicembre  | Minnesota Vikings       | V 18–6    | 3–12   | Lambeau Field                 | 48,892   |
| 16                | 18 dicembre  | at Phoenix Cardinals    | V 26–17   | 4–12   | Sun Devil Stadium             | 44,586   |

Note: gli avversari della propria division sono in grassetto.

## Classifiche
| NFL Central          |    |    |   |      |     |      |     |     |     |
|                      | V  | S  | P | %    | DIV | CONF | PF  | PS  | STR |
| Chicago Bears(1)     | 12 | 4  | 0 | .750 | 6–2 | 9–3  | 312 | 215 | S1  |
| Minnesota Vikings(4) | 11 | 5  | 0 | .688 | 6–2 | 9–3  | 406 | 233 | V1  |
| Tampa Bay Buccaneers | 5  | 11 | 0 | .313 | 4–4 | 4–8  | 261 | 350 | V1  |
| Detroit Lions        | 4  | 12 | 0 | .250 | 2–6 | 3–11 | 220 | 315 | S2  |
| Green Bay Packers    | 4  | 12 | 0 | .250 | 2–6 | 3–9  | 240 | 313 | V2  |